# Voices (альбом Вангелиса)
Voices (с англ. — «Голоса») — семнадцатый студийный альбом греческого композитора Вангелиса, выпущенный в ноябре 24 октября 1995 года на лейбле East West Records.

## Об альбоме
Вангелис сам выступил продюсером альбома. Кэролайн Лэвэлл поёт и играет на виолончели в песне «Come To Me», Пол Янг поет в песне «Losing Sleep», а Стина Норденстам — в песне «Ask the Mountains».
Альбом был выпущен 24 октября 1995 года. В Австрии альбом дебютировал в первой десятке, заняв 6-е место, в общей сложности он пробыл в чарте 15 недель, а также получил в стране золотую сертификацию. В Германии альбом занял 24-ю позицию и также получил золотую сертификацию. Во многих других европейских странах альбом вошёл в топ-40. В Великобритании альбом добрался до 58-й позиции, а в чарте нью-эйдж-альбомов США — до 9-й. Песня «Ask The Mountains» была выпущена в качестве сингла в Великобритании и заняла 77-е место в чарте UK Singles Chart.
Музыка из альбома использовалась в документальном фильме 1998 года «Глубокое море, глубокий секрет» (англ. Deep Sea, Deep Secrets), снятом для телеканалов The Learning Channel и Discovery Channel. Большую известность также получил трек «Ask the Mountains», который был использован в телевизионном рекламном ролике Indesit для стиральной машины Hotpoint-Ariston Aqualtis в 2006 году, рекламное видео получило премию Lion Award на международном фестивале «Каннские львы».

## Отзывы критиков
Джим Бренхольц в своей рецензии для AllMusic заявил, что это глубокий и увлекательный альбом легенды электронной музыки. Вангелис, по его мнению, создает широкую атмосферу и драматические звуковые ландшафты, строит экспериментальные текстуры и плавные мелодии с помощью синтезаторных хуков, семплера вокального исполнения.

## Список композиций
| №                   | Название                         | Автор(ы)                   | Длительность |
| ------------------- | -------------------------------- | -------------------------- | ------------ |
| 1.                  | «Voices»                         | Вангелис                   | 7:00         |
| 2.                  | «Echoes»                         | Вангелис                   | 8:20         |
| 3.                  | «Come To Me»                     | Вангелис, Кэролайн Лэвэлл  | 4:40         |
| 4.                  | «P.S.»                           | Вангелис                   | 2:05         |
| 5.                  | «Ask The Mountains»              | Вангелис, Стина Норденстам | 7:55         |
| 6.                  | «Prelude»                        | Вангелис                   | 4:24         |
| 7.                  | «Losing Sleep (Still, My Heart)» | Вангелис, Пол Янг          | 6:41         |
| 8.                  | «Messages»                       | Вангелис                   | 7:30         |
| 9.                  | «Dream In An Open Place»         | Вангелис                   | 5:50         |
| Общая длительность: | Общая длительность:              | Общая длительность:        | 54:25        |

| Чарт (1995)                      | Высшая позиция |
| -------------------------------- | -------------- |
| Австрия (Ö3 Austria)             | 6              |
| Бельгия/Валлония (Ultratop)      | 16             |
| Бельгия/Фландрия (Ultratop)      | 21             |
| Великобритания (UK Albums Chart) | 58             |
| Германия (Offizielle Top 100)    | 24             |
| Нидерланды (Album Top 100)       | 36             |
| Норвегия (VG-lista)              | 25             |
| США (Billboard New Age Albums)   | 9              |
| Швейцария (Schweizer Hitparade)  | 31             |
| Швеция (Sverigetopplistan)       | 50             |

| Регион | Сертификация | Продажи  |
| --- | ------------ | -------- |
| Австрия (IFPI Austria)                                                                                                   | Золотой      | 25 000*  |
| Германия (BVMI) | Золотой      | 250 000^ |
| * Данные о продажах приведены только на основе сертификации. ^ Данные о тиражах приведены только на основе сертификации. |              |          |